# 1950 chez Disney
Cet article présente la liste des évènements de la Walt Disney Productions ayant eu lieu en 1950.

## Événements

### Janvier
- 6 janvier 1950, Sortie du Pluto Pluto's Heart Throb[1]
- 20 janvier 1950, Sortie du Donald Duck Attention au lion[2]

### Février
- 10 février 1950, Sortie du Pluto Pluto and the Gopher[2]
- 14 février 1950, Première mondiale du film Cendrillon aux États-Unis[3]
- 24 février 1950, Sortie du Dingo Comment faire de l'équitation[4]

### Mars
- 3 mars 1950, Sortie du court métrage The Brave Engineer[5]
- 24 mars 1950, Sortie du Mickey Mouse Donald amoureux (Crazy Over Daisy)[6]
- 29 mars 1950, Sortie du film Coquin de printemps en France[7]

### Avril
- 28 avril 1950, Sortie du Donald Duck La Roulotte de Donald[8]

### Mai
- 3 mai 1950, Naissance de Howard Ashman, compositeur[9]
- 7 mai 1950, Le premier train du Carolwood Pacific Railroad, le train miniature installé dans le jardin de Walt Disney est mis en service[10],[11].
- 19 mai 1950, Sortie du Pluto Primitive Pluto[12]

### Juin
- 9 juin 1950, Sortie du Pluto Puss Cafe[13]
- 30 juin 1950, Sortie du Dingo Automaboule (Motor Mania)[14]

### Juillet
- 12 juillet 1950, Première publication de Pato Donald au Brésil édité par Editora Abril[15]
- 19 juillet 1950, Sortie du film L'Île au trésor[16]
- 21 juillet 1950, Sortie du Pluto Pests of the West[17]

### Août
- 11 août 1950, Sortie du Pluto Pluto joue à la main chaude[18]

### Septembre
- 1er septembre 1950, Sortie du Donald Duck Donald pêcheur[19]
- 22 septembre 1950, Sortie du Pluto Camp Dog[20]

### Octobre
- 13 octobre 1950, Sortie du Donald Duck Donald à la plage (Bee at the Beach)[21]

### Novembre
- 3 novembre 1950, Sortie du Dingo Le petit oiseau va sortir (Hold That Pose)[22]
- 24 novembre 1950, Sortie du court métrage Morris the Midget Moose[23],[24]

### Décembre
- 15 décembre 1950, Sortie du Donald Duck Donald blagueur[25]
- 18 décembre 1950, Naissance de Leonard Maltin, auteur, producteur et historien cinématographique ayant écrit plusieurs ouvrages sur Disney et participé à la collection Walt Disney Treasures[26].